# ランパート
『ランパート』 (RAMPART) は、アタリゲームズおよびミッドウェイゲームズが1990年に北米でリリースしたアーケードゲーム。

## ゲーム内容
パズルゲームやシューティングゲームの要素を持った独特のシミュレーションゲームで、ゲームは配置・戦闘・城壁修復の3種類のパートに分かれる。それぞれのパートは一定時間の経過で自動的に次のパートに移る。
まずゲーム開始前に、マップ上に設置されている城を1つ選択する。すると、周りに城壁ができて自分の陣地になる。場合によっては複数の城が設置されるが、城壁に囲まれるのは1つ目の城のみ。
配置パートでは、陣地内に砲台を配置する。配置が終了すると戦闘パートに移る。
戦闘パートでは、城壁の破壊しようとする敵に照準を合わせて砲台の弾で攻撃する。城壁修理パート用の小さい敵は動かず、攻撃して倒すことも可能。制限時間が経過すると城壁修理パートに移る。
城壁修理パートでは、ランダムで現れる様々な形（L字型、逆L型、S字型、棒型、四角型など）の城壁を設置していく。城壁で囲まれた内側は自分の陣地になる。壁は自分の城の陣地とつながっている必要はなく自由に置ける。敵は行動しないが、壁の設置の障害となる小さい敵が現れる。敵は陣地内で包囲することでも倒せる。また、制限時間内に城をひとつでもいいので陣地内にあるようにしなければ、終了時に即敗北となる。また砲台は陣地内に配置しておかなければ、戦闘パートで機能しない（使えない）。制限時間が経過すると配置パートに移る。
予め設定された勝利条件を満たすこと、又は一定条件下で勝利できなかった場合、そのゲームは終了する。
なお城壁は砲撃1発で壊せるが、城と砲台は相当量の砲撃を行わなければ壊す事ができない。
対戦プレイでは、海を隔てた同マップ内の相手プレイヤーの城壁を攻撃することになる。勝利条件は「対戦プレイヤーを3回敗北させる事」で、規定ターンを過ぎても生存者がいた場合は最終戦闘パート「ファイナルバトル」が行われ、配置パート後にまだ複数の生存者がいた場合、生存者の中で最高のスコアを掌握している者が勝者となり、ゲームオーバーとなる。対戦人数が多いほどマップ自体が狭くなり、配置パートにランダムで振り分けられる城壁パーツが時間経過と共に複雑化するので、後半に差しかかるほど復旧が難しくなる。このため「相手が城壁を楽に復旧できないよう砲撃する」「楽に復旧できるよう不要な城壁を自身で削る」「配置が楽に済むよう障害物を避けて城塞を建てる」「巴戦の場合、双方から攻撃されないようスコアが突出しない程度のバランスで自陣を展開する」など様々な戦術を考慮に入れた上で、20秒程度の戦闘・配置パートを上手く進める事になる。また「2回までは敗北できる」「敗北した場合、以前の自身の建造物はすべてクリアランスされる」事を利用して、飽和状態に陥った領地を強行拡大してスコアを稼いで敗北、建物をクリアランスさせて再復興するタイミング（所謂「落ち時」）を計る事も重要となる。

## 移植版

### 一覧
| No. | タイトル                              | 発売日                       | 対応機種                            | 開発元                        | 発売元                        | メディア                | 型式                       | 備考                             |
| --- | ------------------------------------- | ---------------------------- | ----------------------------------- | ----------------------------- | ----------------------------- | ----------------------- | -------------------------- | -------------------------------- |
| 1   | ランパート                            | 1991年11月29日               | ファミリーコンピュータ              | コナミ開発三部                | コナミ                        | ロムカセット            | KDS-73                     |                                  |
| 2   | Rampart                               | 1991年11月                   | セガ・マスターシステム              | RazorSoft Punk Development    | テンゲン                      | ロムカセット            | 301026-0160                |                                  |
| 3   | Rampart                               | 1991年                       | Atari Lynx                          | アタリ                        | アタリ                        | ロムカセット            | PA2102                     |                                  |
| 4   | Rampart                               | 1992年1月                    | NES                                 | アタリ                        | ジャレコ                      | ロムカセット            | NES-73-USA                 |                                  |
| 5   | ランパート                            | 1992年8月 1992年12月11日     | メガドライブ                        | アタリ                        | テンゲン                      | 4メガビットロムカセット | 301026-0150 T-48053        |                                  |
| 6   | Rampart                               | 1992年8月                    | SNES                                | アタリ                        | エレクトロニック・アーツ      | ロムカセット            | SNS-RM-USA                 |                                  |
| 7   | ランパート                            | 1992年10月30日 1993年        | ゲームボーイ                        | アタリ                        | ジャレコ                      | ロムカセット            | DMG-R8J DMG-R8 DMG-R8-NOE  |                                  |
| 8   | Rampart                               | 1992年                       | Amiga Atari ST コモドール64         | Kremlin                       | Domark Software               | フロッピーディスク      | -                          |                                  |
| 9   | Rampart                               | 1992年                       | PC/AT互換機                         | Bit Master                    | エレクトロニック・アーツ      | フロッピーディスク      | -                          |                                  |
| 10  | Rampart                               | 1999年11月17日               | ゲームボーイカラー                  | Digital Eclipse               | ミッドウェイゲームズ          | ロムカセット            | CGB-A5RE                   |                                  |
| 11  | Midway Arcade Treasures               | 2003年11月18日 2004年2月6日  | PlayStation 2 ゲームキューブ        | Digital Eclipse               | ミッドウェイゲームズ          | DVD-ROM                 | SLUS-20801 SLES-51927      | ゲームキューブ版は北米のみの発売 |
| 12  | Midway Arcade Treasures               | 2003年11月24日 2004年2月6日  | Xbox                                | Digital Eclipse               | ミッドウェイゲームズ          | DVD-ROM                 | -                          |                                  |
| 13  | Midway Arcade Treasures               | 2004年8月27日 2004年11月23日 | Windows                             | Digital Eclipse               | ミッドウェイゲームズ          | CD-ROM                  | -                          |                                  |
| 14  | 2 Games in One! Gauntlet + Rampart    | 2005年9月16日 2005年11月3日  | ゲームボーイアドバンス              | EC-Interactive                | Destination Software          | ロムカセット            | AGB-B69P-EUR AGB-B69E-USA  |                                  |
| 15  | Midway Arcade Treasures Extended Play | 2005年12月13日 2006年2月24日 | PlayStation Portable                | Backbone                      | ミッドウェイゲームス ワーナー | UMD                     | ULUS-10059 ULES-00180      |                                  |
| 16  | Rampart                               | 2007年5月10日 2007年6月15日  | PlayStation 3 (PlayStation Network) |                               |                               | ダウンロード            | -                          |                                  |
| 17  | Midway Arcade Origins                 | 2012年11月6日 2012年11月15日 | PlayStation 3 Xbox 360              | Backbone ミッドウェイゲームス | ワーナー                      | BD-ROM                  | PS3: BLUS-31083 BLES-01768 |                                  |

### ファミリーコンピュータ版
1人プレイと2人対戦プレイがある。1人プレイにはPRACTICE、EASY、NORMAL、HARDの4種類のモードがあり、それぞれにストーリーが付いている。PRACTICEでは面セレクトが可能で、EASY、NORMAL、HARDに関してはパスワードがある。
PRACTICEはマッサーカー長官の下で戦う近代戦争風で、敵は戦車と歩兵。
EASYは赤ずきんの女の子エリーがボーイフレンドのタムと共におばあさんの家に行く童話風で、敵はオオカミやネズミなど。
NORMALはスルトと戦ったフレイアの息子チューリッヒが聖騎士レギンらを率いて、ニドヘグの眠りを覚まそうと企むスルトと戦う北欧神話を題材にしたファンタジー風で、敵は様々な魔物。
HARDは織田信長が戦う戦国時代風となっている。

### PlayStation 3版
アーケード版を踏襲しながら、ネットワーク4人対戦などの追加要素が加わっている。

## スタッフ
アーケード版
- プログラマー、デザイナー：ジョン・サルウィッツ
- アーティスト、デザイナー：デヴィッド・ラルストン
- ハードウェア・エンジニア：ティム・フーバーステイ
- テクニシャン：クリス・ドロブニー
- オーディオ：ブラッド・フラー、ドン・ディークナイテ
- アーティスティクト・サポート：サム・コムストック、シーン・マーフィー、ウィル・ノーブル、ニック・スターン
- ソフトウェア・サポート：ピーター・リプソン、マイク・アルバー、ラッセル・ドウ、エド・ロットバーグ
- コマンダー：クリス・ダウンド
- プロダクト・マネージャー：リンダ・ベンツァー
- キャビネット・デザイナー：デイヴ・クック
- ASIC：パット・マック・カーシ

ファミリーコンピュータ版
- プログラム：HANATEN YAMAMURA（山村としき）、堀尾健一郎
- デザイン：BUNMIN TEISAKU（関貞策）、古川敏治
- サウンド：村田智、すみやまともこ
- スペシャル・サンクス：FIRE MATSUO（松尾重政）、KONAMI KUROKOTAI

## 評価
ファミリーコンピュータ版
ゲーム誌『ファミコン通信』の「クロスレビュー」では合計26点（満40点）、『ファミリーコンピュータMagazine』の読者投稿による「ゲーム通信簿」での平均点は、以下の通り20.2点（満30点）となっている。
| 項目 | キャラクタ | 音楽 | お買得度 | 操作性 | 熱中度 | オリジナリティ | 総合 |
| 得点 | 3.3        | 3.2  | 3.4      | 3.4    | 3.4    | 3.5            | 20.2 |
メガドライブ版
ゲーム誌『ファミコン通信』の「クロスレビュー」では合計で21点（満40点）、『メガドライブFAN』の読者投稿による「ゲーム通信簿」での平均点は、以下の通り20.62点（満30点）となっている。
| 項目 | キャラクタ | 音楽 | 操作性 | 熱中度 | お買得度 | オリジナリティ | 総合  |
| 得点 | 2.85       | 3.08 | 3.38   | 3.96   | 3.23     | 4.12           | 20.62 |
ゲーム誌『マル勝メガドライブ』の「新作ソフト誌上ロケーションテスト」では65・90・80・65の合計300点（満400点）。レビュアーは頭を使うのが苦手でもハマれて敵戦艦を狙ったり城の修復作業が楽しくて飽きない、対戦時のターミネーター2のような音楽がよく合っている、一方でこの手のゲームは対戦で結構燃えるが分かりにくい、元からそうだったのならそれまでだが移植にあたってオリジナリティが欲しかった、戦闘はどこでもステージに変化がなくユニットの種類が少なく出来はほぼ完璧だが残念とした者もいた他、ゲームとは容量が多くて複雑でないと面白くないのかへの1つの答えがここにあるとした。
ゲームボーイ版
ゲーム誌『ファミコン通信』の「クロスレビュー」では、5・5・6・5の合計で21点（満40点）、『ファミリーコンピュータMagazine』の読者投稿による「ゲーム通信簿」での平均点は、以下の通り19.2点（満30点）となっている。
| 項目 | キャラクタ | 音楽 | お買得度 | 操作性 | 熱中度 | オリジナリティ | 総合 |
| 得点 | 3.0        | 3.0  | 3.3      | 3.3    | 3.3    | 3.3            | 19.2 |